# Török Gábor (orvos)
Török Gábor, 1914-ig Rosenfeld (Szolyva, 1896. június 9. – Szeged, 1978. augusztus 13.) gyermekgyógyász, egyetemi tanár, az orvostudományok kandidátusa (1959).

## Élete
Rosenfeld Bernát orvos és Teplánszky Gizella fia. Tanulmányait a Budapesti Tudományegyetemen végezte, ahol 1920-ban szerzett orvosi oklevelet. 1921–22-ben a Budapesti Tudományegyetem, 1922 és 1929 között a szegedi Ferenc József Tudományegyetem Gyermekklinikáján dolgozott. 1929-től 1952-ig a Szeged városi közkórház Gréf-gyermekkórházának, majd a Szeged Városi Közkórház Gyermekosztályának kórházi főorvosa volt. 1946-ban Az újszülöttek fiziológiája és etológiája című tárgykörből egyetemi tanárrá habilitálták. 1948-ban a tudományos irodalom művelése és az egyetemi oktatás terén kifejtett működése elismeréséül megkapta a nyilvános rendkívüli tanári címet. 1954-től 1968-ig, nyugdíjazásáig a Szegedi Orvostudományi Egyetem Szülészeti és Nőgyógyászati Klinikáján az újszülött osztályt vezette, 1963-tól egyetemi docens volt. Több tudományos társaság tagja. Fő kutatási területei voltak a csecsemőkori betegségek, a hiánybetegségek, a Leiner-kór kóroktana és a májterápiája. Halálát szívelégtelenség okozta.
Felesége Barla-Szabó Róza volt, akit 1931. február 21-én Budapesten vett nőül.

## Művei
- Csecsemők gyomortartalmának neutralis és sósav-chlortartalma. Kellner Dániellel. (Orvosi Hetilap, 32., 1924)
- Vegetativ-idegizgatók befolyása egészséges csecsemők fehérvérsejt-számára emésztés alatt (Orvosi Hetilap, 21., 1925)
- Insulinnak a fehérvérsejtszámra gyakorolt adrenalin-antagonismusáról (Orvosi Hetilap, 39., 1925)
- Csecsemők vérének katalytikus hatásáról (Orvosi Hetilap, 40., 1926)
- A csecsemőkori csúzos sokizületi gyulladás kérdéséhez (Budapesti Orvosi Újság, 4., 1931)
- A p aminobenzoisulfamid therapia kérdéséhez (Orvosi Hetilap, 50., 1937)
- Hormonhatás a C-vitamin biosynthesisében (Magyar Orvosi Archivum 39., 1938)
- Kísérlet a mellékvesekéreg készítmények értékének megállapítására, illetve standardizálására (Magyar Orvosi Archivum 39., 1938)
- A thyroxin és A- és C-vitamin antagonismus (Magyar Orvosi Archivum 39., 1938)
- Az első igazolt lymphocytás choriomeningitisvirus (Armstrong) fertőzés hazánkban. Ivánovics Györggyel és Koch Sándorral. (Orvosok Lapja, 47., 1948)
- A pseudoangina infantum. Görgényi Gyulával. (Orvosi Hetilap, 16., 1950)
- Szokatlan lefolyású chronikus myelocytás leukaemia. Rák Kálmánnal, Csapó Gáborral és Macher Annával. (Orvosi Hetilap, 25., 1963)
- Szülőintézetek újszülött osztályainak staphylococcus problémája (Orvosi Hetilap, 10., 1965)

### Fordítás
- A csecsemő- és gyermekgyógyászat tankönyve I–II. köt. (Budapest, 1936–1937)